# Faltomy
Faltomy war eine 1991 gegründete kurzlebige Funeral-Doom-Band.

## Geschichte
Faltomy entstand als Projekt der Teenager Sami Vairio und Mikko Laine, der später zu Decoryah wechselte. Laine übernahm Schlagzeug und Gesang, während Vairio Gitarre und E-Bass einspielte und Hintergrundgesang beisteuerte. Stefano Cavanna beurteilte die Band als einen frühen Interpret des damals noch unbenannten Funeral Doom. Und ging in seiner Genre-Enzyklopädie Il suono del Dolore. Trent’anni di Funeral Doom. von einem direkten Einfluss durch Thergothon als wahrscheinlich aus, „auch weil Kaarina nicht gerade eine Metropole ist.“ Nach der Veröffentlichung des Demos Forteiture, dass über Old Skull Productions 2014 wiederveröffentlicht wurde, blieben weitere Aktivitäten aus. Laine brachte sich ab 1993 bei Decoryah ein. Faltomy gilt als aufgelöst. Das Demo wurde zum Zeitpunkt der Veröffentlichung wenig und eher negativ beurteilt. Mit der zunehmenden Etablierung des Genres wurde das Demo jedoch gelegentlich als übersehener Klassiker besprochen.

## Stil
Die von Faltomy gespielte Musik gilt als üblich für die Anfänge des Funeral Doom noch zwischen Death- und Funeral Doom gelegen. Das Resultat ergebe „eine Art astralen Funeral Doom“, der Klargesang, ätherische Akustik in „ultralangsame[n] Doomstuff mit trägem Gegrunze“ einarbeite.

## Diskografie
- 1992: Forteiture (Demo, Selbstverlag; 2014: Old Skull Productions)